# Bahía Engaño

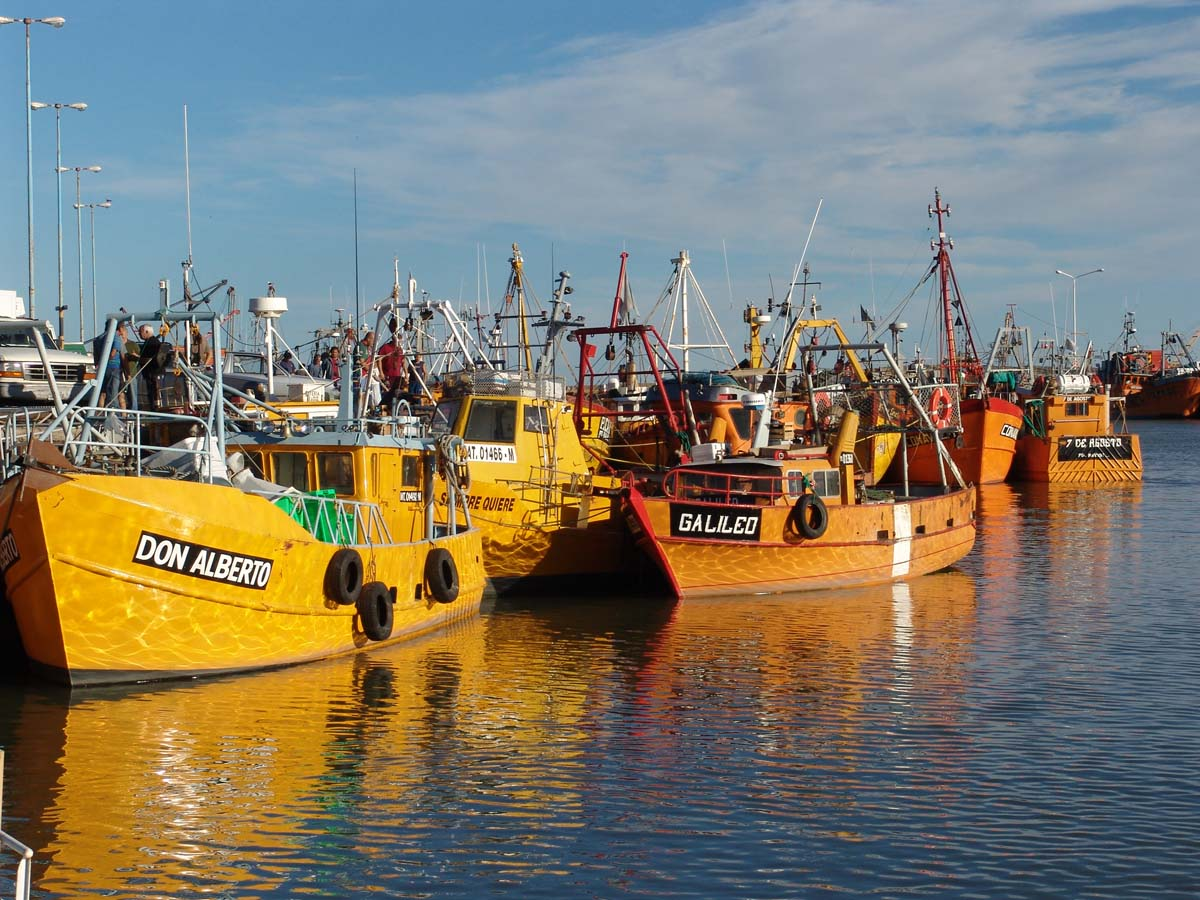
Buques pesqueros en Puerto Rawson

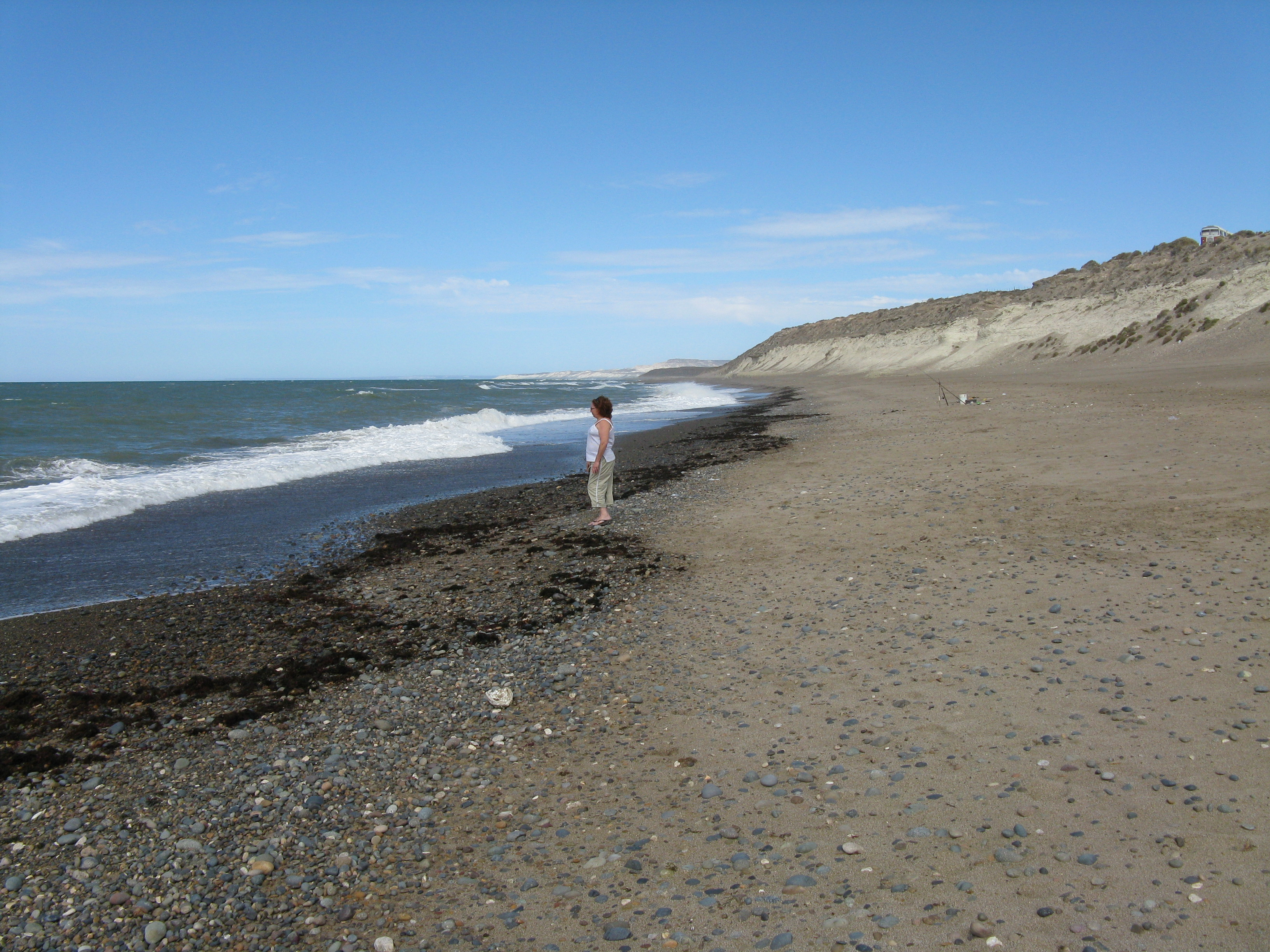
Playa Magagna

La bahía Engaño es un cuerpo de agua ubicado en la desembocadura del río Chubut en su contacto con el Mar Argentino. Está ubicado en las costas de Playa Unión Puerto Rawson y Playa Magagna, provincia del Chubut (Patagonia Argentina). La bahía es un área de costa expuesta y sin reparo, que está comprendida entre Barranca Norte y Punta Castro, entre las coordenadas 43° 15' 02" S y 43° 22' 41" S. 
Aquí, los sedimentos arrastrados por el río Chubut hasta la costa formaron un obstáculo denominado barra, que solo puede ser atravesado en marea alta por barcos pequeños y artesanales, esto provocó que los colonos galeses utilicen Puerto Madryn como puerto para barcos de gran calado. La bahía es muy frecuentada durante los meses más cálidos por buques pesqueros que extraen merluza y camarones.
El estuario del Río Chubut comprende aproximadamente los últimos cuatro kilómetros antes de su desembocadura y su área de influencia, sobre la zona costera sur de Bahía Engaño. Se encuadra dentro del tipo de cuña salina. En este tipo de estuario el flujo neto es en la dirección del mar en toda su profundidad, y el transporte de sal, corriente arriba, se produce por difusión.
En 1833, el buque Beagle, que recorría las costas patagónicas, descubrió la desembocadura del río en la bahía y pudo remontar su cauce hacia el oeste unos 37 kilómetros (en las cercanías del actual Puente San Cristóbal).
En el extremo sur se encuentra el Faro Chubut, faro no habitado de la Armada Argentina, que fue librado al servicio el 2 de octubre de 1933. 

## Características de la costa
La costa, desde su límite norte hasta el Río Chubut, es una playa de arena y grava sin mucha pendiente, siguiendo a ésta una cadena de pequeños médanos, en general más altos que las alturas adyacentes. 
Al sur del río se despliega una restinga de tosca dura y resbaladiza, que avanza hasta unos 950 metros mar adentro y se descubre en bajamar. A unos 1100 m de la desembocadura, la costa se eleva formando una barranca blanca de 20 m de altura, que después se interna en el continente siguiendo una dirección sensiblemente paralela al curso del río. 
A continuación de la barranca blanca y hasta Punta Castro (límite sur de la Bahía), la costa prosigue de la misma altura, pero con declive, hay algunos cañadones costeros que aportan las aguas provenientes de las escasas lluvias de la región. La restinga al sur del río continúa en todo este tramo de costa internándose en el mar unos 300 a 750 metros